# 武雄村
武雄村（たけおむら）は、佐賀県杵島郡にあった村。現在の武雄市の一部にあたる。

## 地理
- 河川：六角川（潮見川）[2]
- 山岳：柏岳[3]、潮見山[2]

## 歴史
- 1889年（明治22年）4月1日、町村制の施行により、杵島郡武雄村（一部、柄崎・下西山〔一部、竹下・北ノ浦〕を除く）、富岡村（一部、富岡・八並を除く）、永島村（一部、永島・花島・溝ノ上）が合併して村制施行し、武雄村が発足[1][4]。武雄、富岡、永島の3大字を編成[4]。
- 1900年（明治33年）6月7日、杵島郡武雄町に編入され廃止[1][4]。

## 産業
- 農業